# Simonetta Luz Afonso

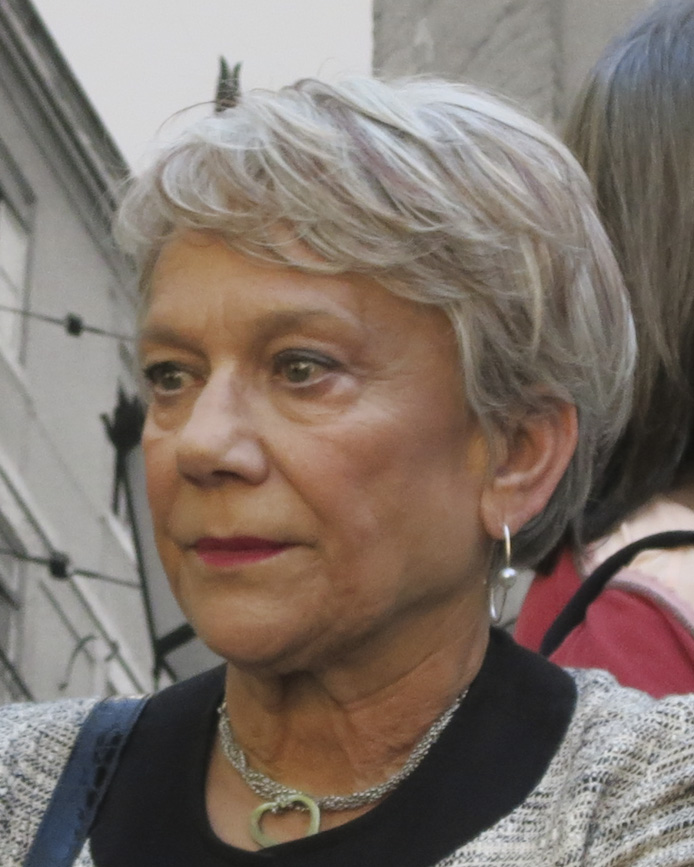
Simonetta Luz Afonso

Maria Simonetta Bianchi Aires de Carvalho Luz Afonso (* 1946 in Lissabon) ist eine portugiesische Museologin und Kulturmanagerin.

## Werdegang
Luz Afonso studierte Geschichte und absolvierte anschließend ein postgraduales Studium in Museologie. Ihre berufliche Laufbahn begann 1972 als Konservatorin im Palácio da Pena in Sintra. 1974 übernahm sie die gleiche Funktion im Palácio de Queluz, dessen Leiterin sie von 1983 bis 1991 war.
Zwischen 1980 und 1983 war sie Vorsitzende des Instituto de Conservação e Restauro. Zwischen 1991 und 1996 übernahm sie das Amt der Generaldirektorin des neu geschaffenen Instituto Português de Museus. Von 1995 bis 1997 war sie Vorsitzende der portugiesischen Sektion des International Centre for the Study of the Preservation and Restoration of Cultural Property (ICCROM).
Als Kuratorin zeichnete sie für den portugiesischen Beitrag beim Festival Europália 91 in Belgien verantwortlich, bei dem Portugal Themenschwerpunkt war. 1995 übernahm sie die Gestaltung des Beitrags Portugals zu den Weltausstellungen Expo 98 in Lissabon und Expo 2000 in Hannover.
Zwischen 2001 und 2004 war sie Konservatorin des Museu da Assembleia da República, von Mai 2004 bis August 2008 war sie Präsidentin des  Instituto Camões. Im November 2009 wurde sie zur Präsidentin der Assembleia Municipal von Lissabon gewählt.

## Ehrungen
- 1990: Offizier des Ordre national du Mérite (Frankreich)
- 1990: Offizier des Phönix-Ordens (Griechenland)
- 1990: Offizier des Verdienstordens der Republik Zypern
- 1991: Komtur des Ordens des Infanten Dom Henrique (Portugal)
- 1991: Offizier des Ordens des Löwen von Finnland
- 1992: Kommandeur des Ordens von Oranien-Nassau (Niederlande)
- 1995: Großoffizier des Ordens des Infanten Dom Henrique (Portugal)
- 1999: Großoffizier des Christusordens (Portugal)
- 2009: Großes Verdienstkreuz der Bundesrepublik Deutschland